# Britt Baker
Brittany Baker (nacida el 23 de abril de 1991) es una luchadora profesional y dentista estadounidense, más conocida bajo el nombre de Dr. Britt Baker D.M.D. quien actualmente trabaja para All Elite Wrestling.

## Primeros años
Baker nació en Punxsutawney, Pensilvania el 23 de abril de 1991. Ella tiene un hermano menor. Comenzó su entrenamiento profesional de lucha libre en junio de 2014, cuando se inscribió en la academia de entrenamiento International Wrestling Cartel (IWC) en South Hills, Pennsylvania.

## Carrera

### Circuito independiente (2015-2019)
Baker hizo su debut en la lucha libre profesional en un evento de la CBI en septiembre de 2015, compitiendo junto a Andrew Palace contra Dylan Bostic y Ray Lyn en una lucha de equipos, donde Baker y Palace salieron victoriosos. El 10 de diciembre, Baker se convirtió en la primera Campeona Femenina de la IWC cuando derrotó a April Sera, Marti Belle y Sonya Strong. Fue derrotada por LuFisto perdiendo el título en julio de 2017. Baker recuperó el título al derrotar a LuFisto y Ray Lyn en un Triple Threat Match en octubre, nuevamente en noviembre de 2018 volvió a perder el título ante Katie Arquette.
El 1 de septiembre de 2018, Baker compitió en una lucha femenino contra Madison Rayne, Chelsea Green y Tessa Blanchard en el evento All In, que ganó Blanchard.
El 20 de septiembre de 2019, Baker hizo su última aparición como independiente en el evento de AIW Bobblehead Night en donde compitió ante Mercedes Martinez, cayendo derrotada.

### WWE (2016)
El 19 de julio de 2016, Baker hizo su debut en la WWE en el episodio de Raw, perdiendo contra Nia Jax en una lucha rápida.

### All Elite Wrestling (2019-2025)

#### 2019
El 2 de enero de 2019, el periodista deportivo Dave Meltzer informó que Baker firmó con la empresa de inicio All Elite Wrestling (AEW). Ella hará su debut en AEW el 25 de mayo en Double or Nothing, donde luchará contra Nyla Rose y Kylie Rae en un Triple Threat Match. El 25 de mayo, Baker debutó con una victoria tras derrotar a Awesome Kong, Kylie Rae y a Nyla Rose. El 13 de julio, Baker apareció en Fight for the Fallen haciendo equipo con Riho cayendo derrotadas ante las debutantes Bea Priestley y Shoko Nakajima. El 31 de agosto, Baker hizo una aparición en el evento de All Out de All Elite Wrestling en el pre-show en el Women's Casino Battle Royale por una oportunidad por el Campeonato Mundial Femenino de AEW eliminando a Shazza McKenzie, ODB, Brandi Rhodes, Mercedes Martinez y su rival Bea Priestley y siendo eliminada y ganada por Nyla Rose. El 8 de octubre en el primer episodio de AEW Dark, Baker hizo equipo con Allie donde salieron victoriosas ante Bea Priestley y Penelope Ford. El 16 de octubre en Dynamite, tuvo una lucha titular ante la campeona Riho por el Campeonato Mundial Femenil de AEW siendo derrotada. El 23 de octubre, Baker pudo derrotar a Jamie Hayter. El 20 de noviembre en Dynamite, Baker cayó derrotada por Hikaru Shida. 

#### 2020
El 1 de enero de 2020 en Dynamite: Homecoming, Baker tuvo otra oportunidad por el Campeonato Mundial Femenino de AEW ante Hikaru Shida, Nyla Rose y Riho quien cayó derrotada ante Riho. En el Chris Jericho's Rock 'N' Wrestling Rager at Sea Part Deux: Second Wave, que se emitió en Dynamite el 22 de enero de 2020, Baker cambio a heel después de criticar al comentarista Tony Schiavone después de su victoria sobre Priscilla Kelly. El 5 de febrero en Dynamite, Baker cayó derrotada por Yuka Sakazaki, pero tras la lucha continuó atacándola hasta arrancarle un diente. En el AEW Dynamite emitido el 13 de mayo se enfrentó a Kris Statlander, Hikaru Shida y a Penelope Ford (con Kip Sabian) en una Fatal-4 Way Match por una oportunidad al Campeonato Mundial Femenino de AEW de Nyla Rose en AEW Double or Nothing, sin embargo perdió ante Shida. Posteriormente se confirmó que se enfrentaria a Kris Statlander en AEW Double or Nothing.
En mayo, Baker se lesionó la pierna durante una pelea por equipos, en la que ella y Rose derrotaron a Hikaru Shida y Kris Statlander;  ella está lista para regresar en un papel de lucha libre en All Out en septiembre.  Luego comenzó una rivalidad con Big Swole, que involucró a Swole secuestrar a Baker y arrojarla a un bote de basura durante un episodio de Dynamite. En julio, Baker se sometió a una cirugía en la nariz para reparar un tabique desviado. En noviembre de 2020, Baker comenzó una rivalidad con Thunder Rosa.

#### 2021-presente
Los dos compitieron entre sí en Dynamite: Beach Break en febrero de 2021, donde Baker obtuvo la victoria. Ese mismo mes, participó en el torneo por una oportunidad por el Campeonato Mundial Femenino de AEW como parte del cuadro de Estados Unidos, derrotando a Madi Wrenkowski en la primera ronda pero perdiendo ante Rose en las semifinales.  La rivalidad de Baker con Rosa concluyó el mes siguiente después de que los dos compitieran del 17 de marzo en Dynamite en un Women's Unsanctioned Lights Out Match en el evento principal femenino inaugural del programa, durante el cual Rosa derrotó a Baker. El 30 de mayo en Double or Nothing, Baker derrotó a Shida para ganar el Campeonato Mundial Femenino de AEW por primera vez.
En el episodio de Rampage emitido el 8 de junio, se enfrentó a Skye Blue, Nyla Rose y a Mercedes Martinez por una oportunidad al Campeonato Mundial Femenino de AEW, sin embargo perdió.

## Vida personal
- Baker estudió Medicina del comportamiento con una especialización en desarrollo humano y estudios familiares en la Universidad Estatal de Pensilvania.[19] En 2014, se inscribió en la Escuela de Medicina Dental de la Universidad de Pittsburgh y se graduó en mayo de 2018.[20]
- A raíz de su profesión, es que usa los títulos de "Dr." y "D.M.D."
- Baker estuvo en una relación hasta 2024 con el luchador profesional Austin Jenkins, conocido por el nombre de Adam Cole.[21][22]

## Campeonatos y logros
- All Elite Wrestling

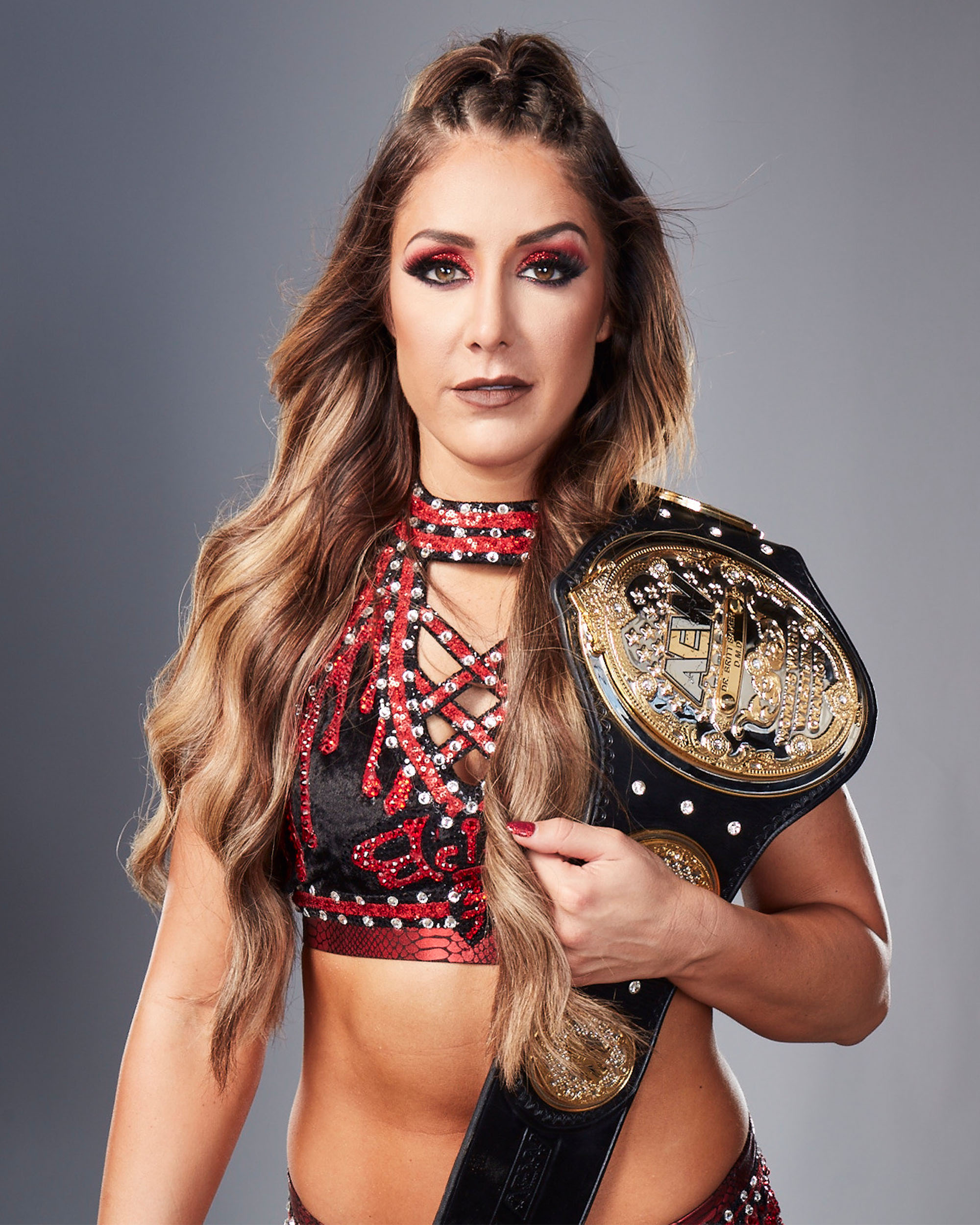
Baker como la Campeona Mundial Femenino de AEW.

  - AEW Women's World Championship (1 vez)
  - Women's Owen Hart Cup (2022)
  - Dynamite Award (1 vez)
    - Best AEW Fashion Moment (2022) - Britt Baker’s Brittsburgh Jacket

- DDT Pro-Wrestling
  - Ironman Heavymetalweight Championship (1 vez)

- International Wrestling Cartel
  - ICW Women's Championship (2 veces, inaugural)[23]

- Monster Factory
  - MFPW Girls Championship (1 vez)[24]

- Remix Pro Wrestling
  - Remix Pro Fury Championship (1 vez)

- WrestleCircus
  - Big Top Tag Team Championship (1 vez) – con Adam Cole[25]

- Zelo Pro Wrestling
  - Zelo Pro Women's Championship (1 vez, actual)

- Pro Wrestling Illustrated
  - Mujer del año (2021)
  - Lucha del año (2021) vs. Thunder Rosa (Dynamite: St. Patrick's Day Slam, 11 de marzo).
  - Luchador que más ha mejorado del año (2021)
  - Situada en el N°71 en el PWI Female 100 en 2018[26]
  - Situada en el Nº33 en el PWI Female 100 en 2019[27]
  - Situada en el Nº22 en el PWI Female 100 en 2020[28]
  - Situada en el Nº4 en el PWI Female 150 en 2021[29]
  - Situada en el Nº13 en el PWI Female 150 en 2022[30]